# Brooks (Oregon)
Brooks és una concentració de població designada pel cens dels Estats Units a l'estat d'Oregon. Segons el cens del 2000 tenia 410 habitants.

## Demografia
Segons el cens del 2000, Brooks tenia 410 habitants, 152 habitatges, i 112 famílies. La densitat de població era de 310,4 habitants per km².
Dels 152 habitatges en un 30,3% hi vivien nens de menys de 18 anys, en un 59,9% hi vivien parelles casades, en un 9,9% dones solteres, i en un 25,7% no eren unitats familiars. En el 24,3% dels habitatges hi vivien persones soles l'11,2% de les quals corresponia a persones de 65 anys o més que vivien soles. El nombre mitjà de persones vivint en cada habitatge era de 2,7 i el nombre mitjà de persones que vivien en cada família era de 3,19.
Per edats la població es repartia de la següent manera: un 26,1% tenia menys de 18 anys, un 9,3% entre 18 i 24, un 28,5% entre 25 i 44, un 20% de 45 a 60 i un 16,1% 65 anys o més.
L'edat mediana era de 35 anys. Per cada 100 dones de 18 o més anys hi havia 95,5 homes.
La renda mediana per habitatge era de 25.938 $ i la renda mediana per família de 26.318 $. Els homes tenien una renda mediana de 27.375 $ mentre que les dones 18.750 $. La renda per capita de la població era de 12.008 $. Aproximadament el 12,1% de les famílies i el 10,4% de la població estaven per davall del llindar de pobresa.

## Poblacions més properes
El següent diagrama mostra les poblacions més properes.